# ۴۲۶ (قمری)
۴۲۶ (قمری)، چهارصد و بیست و ششمین سال در گاهشماری هجری قمری است. اول محرم این سال برابر با بیست و دوم نوامبر سال ۱۰۳۴ میلادی است.